# Cremnomys elvira
Cremnomys elvira är en däggdjursart som först beskrevs av Ellerman 1946.  Cremnomys elvira ingår i släktet Cremnomys och familjen råttdjur. IUCN kategoriserar arten globalt som akut hotad. Inga underarter finns listade i Catalogue of Life.
Arten når en kroppslängd (huvud och bål) av 12,6 till 14,9 cm och en svanslängd av 18,0 till 19,6 cm. Den har 3,0 till 3,2 cm långa bakfötter och 2,1 till 2,2 cm stora öron. Viktuppgifter saknas. På ovansidan förekommer mjuk gråbrun päls och undersidans päls har en ljusgrå till vit färg. Vid svansen är undersidan lite ljusare. Den andra arten i samma släkte har kortare bakfötter och ett kortare kranium. Antalet spenar hos honor är tre par. Cremnomys elvira har en diploid kromosomuppsättning med 36 kromosomer (2n=36).
Denna gnagare är bara känd från en liten region i södra Indien. Det klippiga området ligger cirka 600 meter över havet och är täckt av buskar. Individerna är aktiva på natten och gräver i jorden.